# Wladimir Nikolajewitsch Schadrin
Wladimir Nikolajewitsch Schadrin (russisch Владимир Николаевич Шадрин; * 6. Juni 1948 in Moskau, Russische SFSR; † 26. August 2021 ebenda) war ein sowjetisch-russischer Eishockeyspieler und -trainer, der über viele Jahre für HK Spartak Moskau in der Klass A aktiv war. Mit der sowjetischen Nationalmannschaft nahm er an zwei Olympischen Winterspielen und mehreren Weltmeisterschaften teil, wobei er 1972 und 1976 jeweils Olympiasieger und fünf Mal Weltmeister wurde.

## Karriere
Wladimir Schadrin stammt aus der Nachwuchsabteilung von Spartak Moskau und debütierte während der Saison 1964/65 für die Herrenmannschaft des Klubs in der damaligen Klass A, der höchsten sowjetischen Eishockeyliga. Schadrin etablierte sich relativ schnell in der ersten Mannschaft, so dass er schon in der übernächsten Spielzeit fast alle Saisonspiele absolvierte.

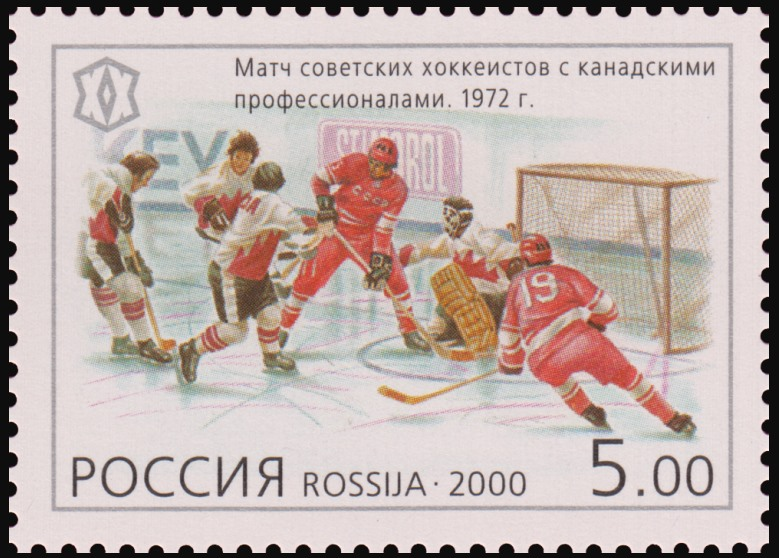
Schadrin (#19) auf einer russischen Briefmarke aus dem Jahr 2000

1967, 1969 und 1976 gewann er jeweils die sowjetische Meisterschaft mit Spartak, zudem wurde er 1973 und 1976 mit dem Pris Tri Bombardira ausgezeichnet.
Insgesamt erzielte er 213 Tore in 445 Spielen in der Klass A respektive Wysschaja Liga. Die vier letzten Jahre seiner Karriere (von 1979 bis 1983) spielte Schadrin zusammen mit Juri Ljapkin für den japanischen Eishockeyverein Ōji Seishi Ice Hockey Bu aus Tomakomai, mit dem er 1982 und 1983 japanischer Meister wurde.

### International
Am 1. Dezember 1968 debütierte Schadrin für die sowjetische Nationalmannschaft in einem Spiel gegen Finnland. Er wurde zwischen 1968 und 1978 acht Mal mit der Sbornaja Weltmeister. 1971 wurde er als Verdienter Meister des Sports ausgezeichnet.
Seine internationale Karriere wurde mit den Goldmedaillen bei den Olympischen Winterspielen 1972 und 1976 gekrönt und galt als einer der besten Mittelstürmer der 1970er-Jahre.
Für die Nationalmannschaft erzielte er 71 Tore in 169 Länderspielen. 1976 wurde er durch die Internationale Eishockey-Föderation als bester Scorer nach Punkten und nach Toren ausgezeichnet. Am 14. April 1978 bestritt er sein letztes Länderspiel.

### Als Trainer und Funktionär
Schadrin absolvierte zwischen 1966 und 1975 ein Studium an der Gubkin-Universität für Erdöl und Gas sowie die Trainerakademie GZOLIFK (1983 bis 1985). Ab 1977 war er Mitglied der KPdSU.
1984 wurde er Trainer bei Spartak Moskau und war bis 1991 Cheftrainer der Spartak-Sportschule. Von 1992 bis 1997 arbeitete er als Trainer bei den russischen Junioren-Nationalmannschaften. Dabei gewann er unter anderem die Silbermedaille bei der U18-Junioren-Europameisterschaft 1993. Ab 2000 war er Generaldirektor des Sokolniki-Sportpalastes und wurde später Vizepräsident des HK Spartak Moskau.
Schadrin verstarb am 26. August 2021 in einem Moskauer Krankenhaus an den Folgen einer COVID-19-Infektion, nachdem er zuvor an einer Krebserkrankung litt.

## Erfolge und Auszeichnungen

### National
| - 1967 Sowjetischer Meister mit Spartak Moskau - 1969 Sowjetischer Meister mit Spartak Moskau - 1973 Sowjetischer Vizemeister mit Spartak Moskau - 1973 Pris Tri Bombardira | - 1976 Sowjetischer Meister mit Spartak Moskau - 1976 Pris Tri Bombardira - 1982 Japanischer Meister mit Ōji Seishi Ice Hockey Bu - 1983 Japanischer Meister mit Ōji Seishi Ice Hockey Bu |

### International
| - 1970 Goldmedaille bei der Weltmeisterschaft - 1971 Goldmedaille bei der Weltmeisterschaft - 1972 Goldmedaille bei den Olympischen Winterspielen - 1972 Silbermedaille bei der Weltmeisterschaft - 1973 Goldmedaille bei der Weltmeisterschaft - 1974 Goldmedaille bei der Weltmeisterschaft | - 1975 Goldmedaille bei der Weltmeisterschaft - 1976 Goldmedaille bei den Olympischen Winterspielen - 1976 Bester Torschütze (10) und Topscorer (14) der Olympischen Winterspiele - 1976 Silbermedaille bei der Weltmeisterschaft - 1977 Bronzemedaille bei der Weltmeisterschaft - 1993 Silbermedaille bei der U18-Junioren-Europameisterschaft (als Assistenztrainer) |

### Sonstige
| - 1971 Verdienter Meister des Sports - 1972 Medaille „Für heldenmütige Arbeit“ - 1975 Ehrenzeichen der Sowjetunion | - 1996 Orden der Freundschaft - 2011 Orden der Ehre |

## Karrierestatistik

### International
(Legende zur Spielerstatistik: Sp oder GP = absolvierte Spiele; T oder G = erzielte Tore; V oder A = erzielte Assists; Pkt oder Pts = erzielte Scorerpunkte; SM oder PIM = erhaltene Strafminuten; +/− = Plus/Minus-Bilanz; PP = erzielte Überzahltore; SH = erzielte Unterzahltore; GW = erzielte Siegtore; 1 Play-downs/Relegation; Kursiv: Statistik nicht vollständig)